# William Thomas Blanford

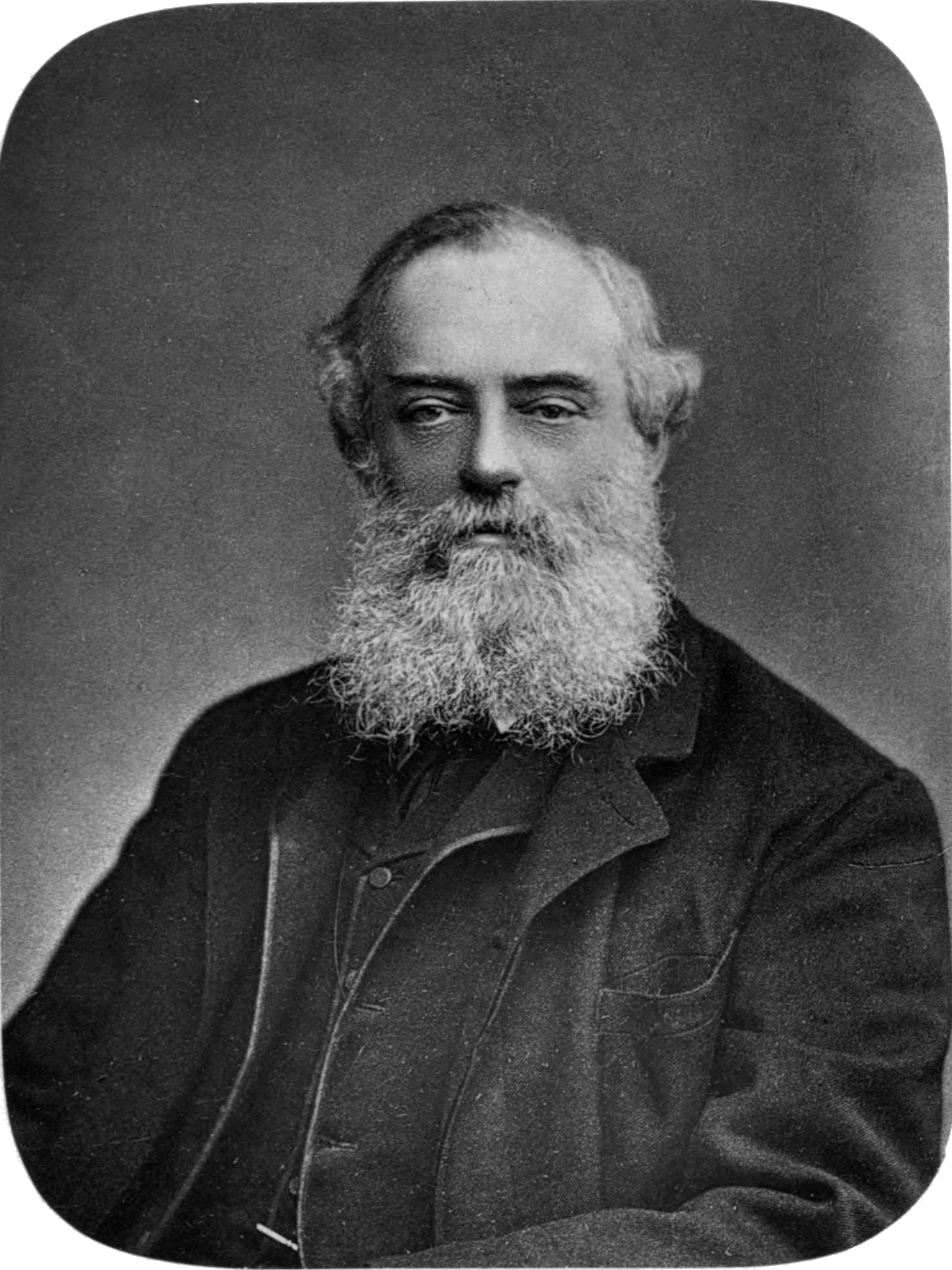
William Thomas Blanford

William Thomas Blanford (* 7. Oktober 1832 in London; † 23. Juni 1905 ebenda) war ein englischer Geologe, Zoologe und Naturforscher.

## Leben und Wirken
Blanford wurde an Privatschulen in Brighton und von 1846 bis 1848 in Paris kaufmännisch ausgebildet. Danach ging er für zwei Jahre nach Italien und arbeitete in einem Handelshaus in Civitavecchia. Nach seiner Rückkehr nach England trat er 1851 in die neu gegründete Royal School of Mines (heute Imperial College)  ein, die sein jüngerer Bruder Henry F. Blanford, später Leiter des Meteorologischen Büros von Indien, bereits besuchte. Während seiner Ausbildung verbrachte er ein Jahr an der Bergakademie in Freiberg. 1854 war seine Ausbildung beendet. Zeitgleich mit seinem Bruder trat er im gleichen Jahr in die Dienste des Geological Survey for India.
Zunächst befasste sich William Thomas Blanford vor allem mit Kohleförderung und arbeitete im Raniganj-Abbaugebiet nahe Bombay. In der Nähe eines Kohlefelds bei Talchir entdeckte er Felsblöcke, die vom Eis bewegt worden waren (Findlinge). Damit gelang einer der ersten Nachweise von eiszeitlicher Vergletscherung im äquatorialen Raum. 1862 bis 1866 war Blanford an einer umfassenden geologischen Untersuchung der Region um Bombay beteiligt.
Neben der Geologie war die Zoologie eines seiner Beschäftigungsfelder, vor allem die Forschung über Landschnecken, in zweiter Linie auch über Vögel und Säugetiere. Auch mit Pflanzen und Fossilien befasste er sich. 1866 nahm Blanford an einer Militäraktion in Magdala in Äthiopien teil. 1870 veröffentlichte er seine Observations on the Geology and Zoology of Abyssinia und nahm im gleichen Jahr an einer Himalaja-Expedition in Sikkim teil. 1871 bis 1872 war er Mitglied der Kommission zur Grenzziehung zwischen Persien und Indien. Während dieser Tätigkeiten unternahm er immer wieder naturkundliche Forschungen in diesen Ländern.
1872 kehrte er nach London zurück, um 1874 zu weiteren Forschungsvorhaben nach Kalkutta umzusiedeln. Bis 1877 befasste er sich vor allem mit der Geologie der Wüste Sind.
Nach seiner Pensionierung kehrte Blanford 1882 nach England zurück, wo er sich bis kurz vor seinem Tod als Herausgeber am Veröffentlichungs-Projekt Fauna of British India beteiligte. 1879 veröffentlichte er mit Henry Benedict Medlicott das Manual of the Geology of India.
Für seine Verdienste als Geologe erhielt Blanford 1883 die Wollaston-Medaille der Geologischen Gesellschaft von London, deren Vorsitzender er 1888 bis 1890 und deren Schatzmeister er von 1895 bis 1905 war. 1874 war er in die Royal Society aufgenommen worden und 1904 als Companion in den Order of the Indian Empire. 1901 wurde er für seine Arbeiten über die geografische Verbreitung von Tieren mit der Royal Medal der Royal Society ausgezeichnet.

## Werke
- Mollusca: Testacellidae and Zonitidae. Taylor & Francis, London 1908.
- The distribution of vertebrate animals in India, Ceylon, and Burma. Published for the Royal Society by Dulau and Co., London 1901.
- The fauna of British India, including Ceylon and Burma. Mammalia. Taylor and Francis, London 1888–1891.
- Observations on the geology and zoology of Abyssinia, made during the progress of the British expedition to that country in 1867–68. Macmillan and Co., London 1870.
- Eastern Persia – An Account of the Journeys of the Persian Border Commission 1870-71-72.
  - Band I: The Geography. 1876 (babel.hathitrust.org); Reprint Elibron Classics, 2000
  - Band II: The Zoology and Geology. 1876 (babel.hathitrust.org); Reprint, 2000.